# Isabel Díaz Ayuso
Isabel Díaz Ayuso (Madrid, 17 oktober 1978) is een Spaans politica van de conservatieve partij Partido Popular (PP) en sinds augustus 2019 president van de autonome gemeenschap Madrid. 
Ayuso is afgestudeerd in journalistiek, politieke communicatie en protocol aan de Complutense Universiteit van Madrid. Ze werd lid van de PP in 2005, toen Pablo Casado voorzitter was van de jeugdafdeling daar, en al snel genoot ze het vertrouwen van Esperanza Aguirre, een invloedrijke persoon in de Madrileense PP. In 2015 was ze belast met de digitale campagne van Cristina Cifuentes, die toen verkozen werd tot president van de regio Madrid. 
In januari 2019 werd ze door Pablo Casado, inmiddels landelijk partijleider van de PP, aangewezen als kandidate voor de functie van regiopresident van Madrid, en op 26 mei won de PP de regionale verkiezingen, zodat ze in augustus het presidentschap op zich kon nemen. 